# Гребін
Гребін (нім. Grebin) — громада в Німеччині, розташована в землі Шлезвіг-Гольштейн. Входить до складу району Плен. Складова частина об'єднання громад Гросер-Пленер-Зе.
Площа — 24,14 км2. Населення становить 996 ос. (станом на 31 грудня 2020).

## Галерея

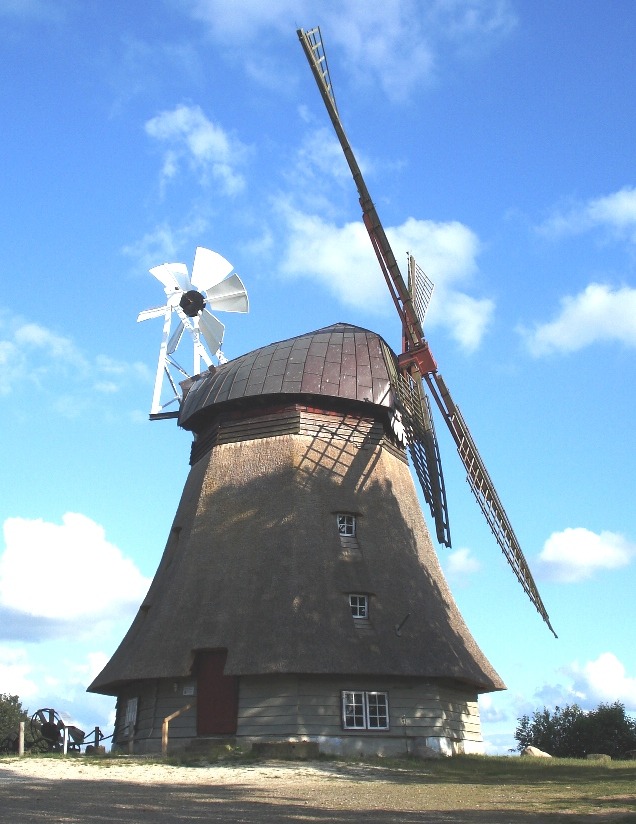
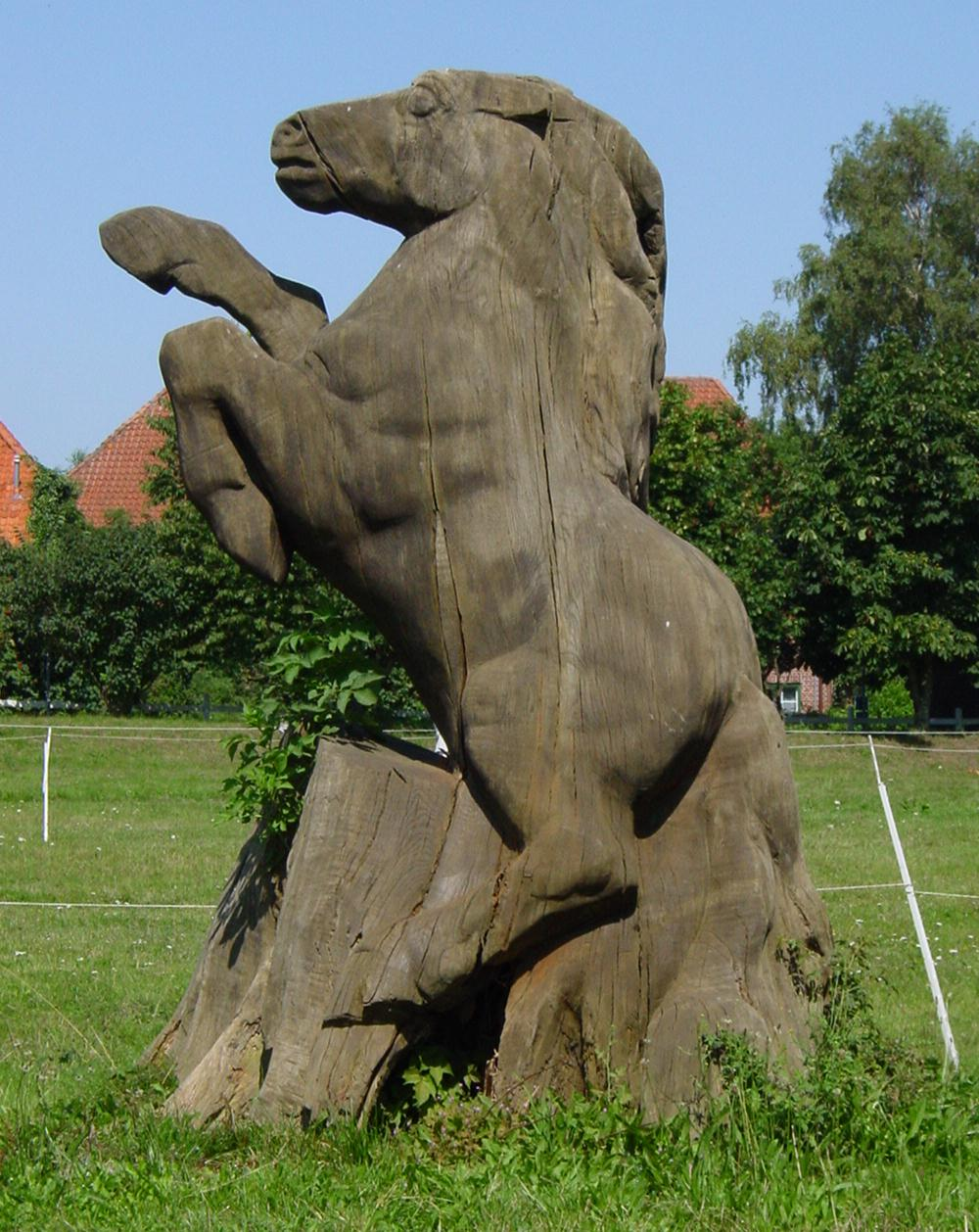